# Veřejná doprava

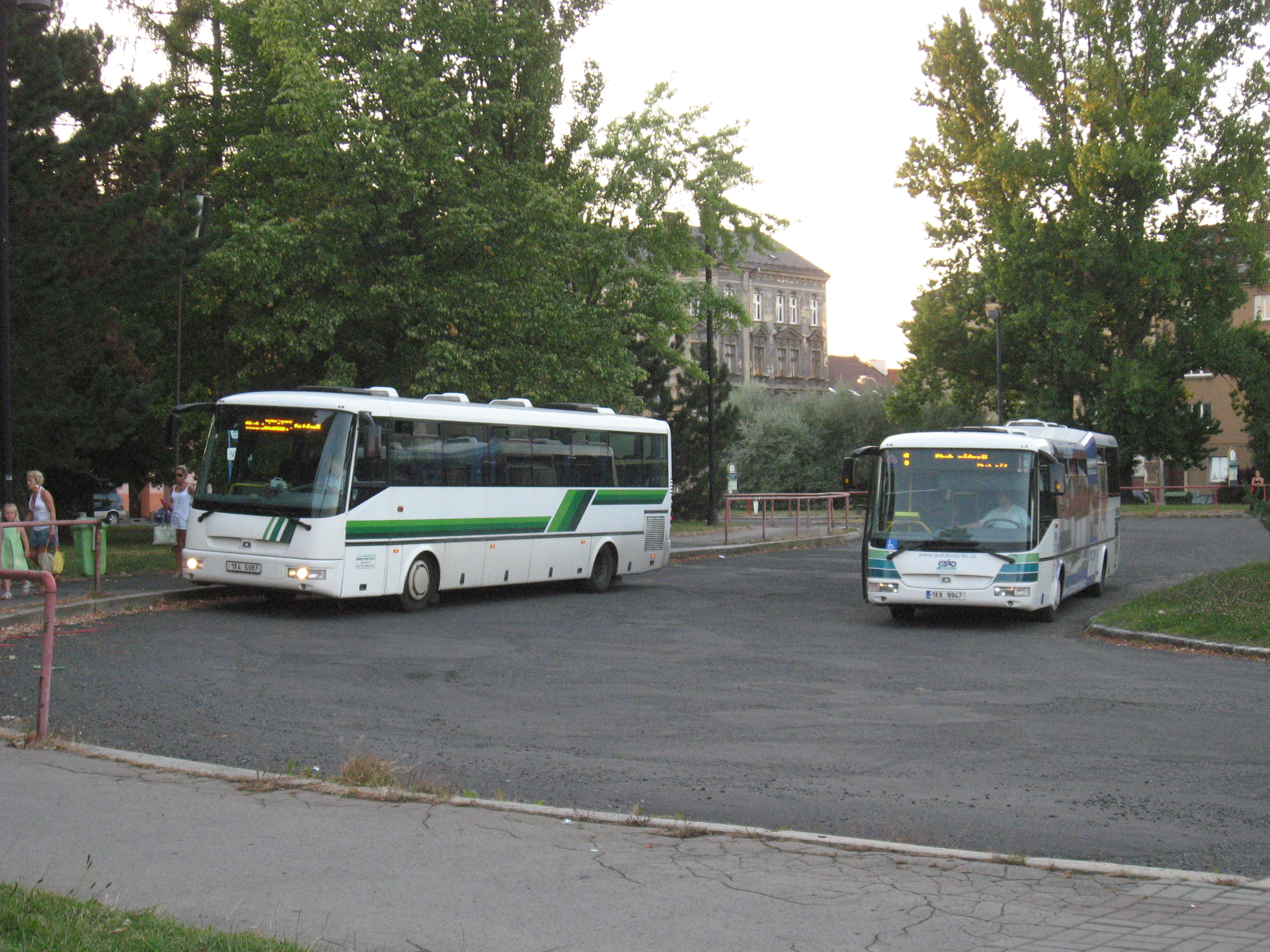
Autobusy v Chebu

Veřejná doprava je doprava provozovaná za předem určených a vyhlášených přepravních a tarifních podmínek a přístupná každému zájemci. Pojem se používá zejména u osobní dopravy. V rámci měst je obvykle základ veřejné dopravy městská hromadná doprava a taxislužba. Veřejná doprava se provozuje zejména jako drážní (železniční včetně dopravy metrem, tramvajová, trolejbusová, na lanových drahách), silniční linková doprava (zejména autobusová), taxislužba, letecká doprava a vodní doprava. Veřejnému provozu mohou sloužit i různá dopravní zařízení jako výtahy, eskalátory či travelátory. Hromadná veřejná doprava je zpravidla organizována jako linková s pevným jízdním řádem. Může však mít i některé rysy poptávkové dopravy, například spoje na zavolání (radiobus). Veřejná doprava může mít jak síťový charakter, tak probíhat na jednotlivých linkách. V různých zemích existují různé tradice a právní podmínky pro financování i regulaci veřejné dopravy; někde je provozována na čistě komerční bázi, někde jsou některé formy dopravy, zejména lokální a regionální, objednávány veřejnoprávními subjekty a financovány z veřejných peněz. V některých zemích se veřejnou dopravou (public transport) v užším smyslu slova rozumí linky jezdící na takovou veřejnou objednávku.

## Veřejná doprava v Česku

### Státní regulace
Některé formy veřejné dopravy je možné provozovat pouze se speciální koncesí nebo licencí podle zvláštního zákona, jiné podléhají jen obecným předpisům o podnikání (živnostenský zákon atd.). V současné době veřejnou dopravu a její zajišťování upravuje zejména Zákon o drahách a Zákon o silniční dopravě (okrajově též Zákon o civilním letectví a Zákon o vnitrozemské plavbě).

### Financování a veřejné objednávky veřejné služby
Veřejnou dopravou může být jak doprava objednaná nebo financovaná veřejnými subjekty (stát, kraj, obec), tak doprava, jejíž provoz je plně hrazen z jízdného nebo dotován soukromým subjektem. Zajišťování dopravní obslužnosti v režimu závazku veřejné služby objednávkou ze strany veřejného subjektu upravuje Zákon o veřejných službách v přepravě cestujících.
V České republice mají kraje a některé obce zákonem stanovenou povinnost hradit dopravcům prokazatelnou ztrátu vzniklou při zajišťování dopravní obslužnosti území. V právní úpravě byly některé nejednoznačnosti, které vedly v roce 2006 k několikadennímu kolapsu autobusové dopravy v Ústeckém kraji, protože kraj odmítl Dopravnímu podniku Ústeckého kraje zaplatit požadovanou úhradu, kterou považoval za příliš vysokou.
Podle evidence ministerstva dopravy (která však obsahuje řadu zjevných chyb) bylo v roce 2011 objednáno v závazku veřejné služby 498 milionů km autobusových výkonů, za které bylo vyplaceno 18,4 miliardy Kč na kompenzacích. Z toho kraje objednaly 277 mil. km za 4,8 miliardy Kč, obce 144 milionů km za 2,4 miliardy Kč, hlavní město Praha 77 mil. km za 11,3 miliardy Kč (zřejmě chybný údaj) a stát prostřednictvím ministerstva obrany 146 tisíc km za 3,6 milionů Kč. V roce 2012 bylo objednáno 485 milionů km autobusových výkonů, za které bylo vyplaceno 22,5 miliardy Kč na kompenzacích. Z toho kraje objednaly 281 mil. km za 4,9 miliardy Kč, obce 125 milionů km za 2,4 miliardy Kč, hlavní město Praha 79 mil. km za 15,1 miliardy Kč (zřejmě chybný údaj) a stát prostřednictvím ministerstva obrany 146 tisíc km za 3,6 milionů Kč.
V železniční dopravě na celostátní dráze a regionálních drahách bylo v roce 2011 objednáno v závazku veřejné služby 121 milionů km vlakových výkonů, za které bylo vyplaceno 12,5 miliardy Kč na kompenzacích. Z toho kraje objednaly 79,4 mil. km za 7,8 miliardy Kč, obce 26,5 tisíc km za 485 tisíc Kč, hlavní město Praha 4,4 mil. km za 612 milionů Kč a stát prostřednictvím ministerstva dopravy 36,7 milionů km za 4,1 miliardy Kč. V roce 2011 bylo objednáno celkem 119 milionů km vlakových výkonů, za které bylo vyplaceno 12,7 miliardy Kč na kompenzacích. Z toho kraje objednaly 79,4 mil. km za 8,0 miliardy Kč, obce 26,5 tisíc km za 497 tisíc Kč, hlavní město Praha 4,5 mil. km za 697 milionů Kč a stát prostřednictvím ministerstva dopravy 34,9 milionů km za 4,0 miliardy Kč.
V ostatní drážní dopravě bylo v roce 2011 údajně objednáno v závazku veřejné služby 151,2 milionů km výkonů, za které bylo vyplaceno 1,8 miliardy Kč na kompenzacích. Z toho kraje objednaly 1,5 mil. km za 26,4 milionů Kč, obce 40,3 mil. km za 1,8 miliardy Kč a hlavní město Praha 109,4 mil. km za 0 Kč (zřejmě chybný údaj). V roce 2012 bylo údajně objednáno v závazku veřejné služby 152,6 milionů km výkonů, za které bylo vyplaceno 1,9 miliardy Kč na kompenzacích. Z toho kraje objednaly 1,5 mil. km za 26,8 milionů Kč, obce 40,2 mil. km za 1,8 miliardy Kč a hlavní město Praha 111,0 mil. km za 0 Kč (zřejmě chybný údaj).
Dotace na jiné druhy dopravy (například pražské přívozy) nejsou v přehledu uvedeny. Přehled obsahuje řadu chyb – zdá se, že celá kompenzace hrazená hlavním městem Prahou Dopravnímu podniku hl. m. Prahy (tedy i za tramvaje a metro) je započtena v kompenzacích za autobusovou dopravu, zatímco kilometrické výkony jsou rozpočteny na všechny druhy dopravy. Také se zdá, že řada objednatelů udala místo počtu vozových kilometrů za celý rok jen součet kilometrů jednotlivých spojů, tedy o několik řádů nižší hodnotu, což podstatně zkresluje i jednotkové ceny za dopravní výkon.
Celkově bylo v roce 2011 podle evidence MD ČR vyplaceno 32,8 miliardy Kč na kompenzacích. Z toho kraje vyplatily 12,6 miliard Kč, obce 4,2 miliardy Kč, hlavní město Praha 11,9 miliardy Kč a stát prostřednictvím ministerstva dopravy 4,1 miliardy Kč a prostřednictvím ministerstva obrany 3,6 milionů Kč. V roce 2012 bylo vyplaceno 37,0 miliardy Kč na kompenzacích. Z toho kraje vyplatily 12,9 miliard Kč, obce 4,2 miliardy Kč, hlavní město Praha 15,8 miliardy Kč a stát prostřednictvím ministerstva dopravy 4,0 miliardy Kč a prostřednictvím ministerstva obrany 3,6 milionů Kč.

#### Standardy
Zejména v souvislosti s povinností veřejnoprávních korporací (státu, krajů, obcí) objednávat a dotovat dopravu v určitém rozsahu a kvalitě vznikají standardy dopravní obslužnosti veřejnou dopravou. „Pracovní skupina pro standardy ve veřejné dopravě“, kterou ustavilo Ministerstvo dopravy České republiky v souvislosti s přípravou Zákona o veřejné dopravě, dělí standardy do pěti skupin:
- dosažitelnost (může být charakterizována frekvencí a časovým rozložením spojů, docházkovou vzdáleností ke stanicím a zastávkám atd., kvalitou a dostupností informací o provozované dopravě, dostupností pro osoby se sníženou schopností pohybu nebo orientace, možnostmi přepravy dětských kočárků, jízdních kol, zavazadel)
- spolehlivost (např. dodržování jízdního řádu, operativní nahrazování vadných vozidel a nízká závadovost atd.)
- bezpečnost (moderní vozidla v řádném technickém stavu, dodržování bezpečnostních předpisů pro provoz i údržbu atd.)
- ekologičnost (moderní vozidla v řádném technickém stavu, udržování čistoty a nakládání s odpady při údržbě a deponaci atd.)
- kultura cestování (dostatečná kapacita vozidel, příjemné a pohodlné prostředí ve vozidlech i na stanicích a zastávkách, úklid a údržba, osvětlení a ochrana před vlivy počasí při čekání, nepřipuštění nežádoucích osob do přepravních prostor, doplňkové služby ve vozidlech a ve stanicích a zastávkách – např. občerstvení, záchody, umývárny aj.)

### Sankce dopravcům
Sankce za nedodržení standardů kvality dopravy mohou být v zásadě dvojího druhu:
- Sankce za porušení povinností uložených zákonem nebo licenčními podmínkami. Takovou sankci uděluje orgán státní správy (například magistrát nebo městský úřad v přenesené působnosti, případně ministerstvo).
- Sankce vyplývající se smlouvy s objednatelem. Někteří objednatelé (např. kraje, obce…) motivují dopravce smluvními sankcemi zohledňujícími kvalitu poskytnutých služeb. Takové sankce mohou být koncipovány buď objektivně, nebo mohou zohledňovat míru zavinění nepravidelnosti dopravcem.
- Cestující v pozici zákazníka veřejné dopravy nemá příslušnými zákony a vyhláškou o přepravním řádu daný žádný nárok uplatnit vůči dopravci sankce ani náhradu škod, nedodrží-li dopravce svůj závazek. V některých případech však má nárok na vrácení jízdného nebo jeho části nebo na bezplatnou přepravu zpět do výchozí stanice nebo zastávky.

Olomoucký kraj v listopadu 2007 uplatnil vůči Českým drahám pokutu 5 454 000 Kč za zpožděné železniční spoje v období leden až září 2007, přičemž případy zpoždění nezaviněné dopravcem nebyly do pokuty zahrnuty. Celková úhrada prokazatelné ztráty krajem tomuto dopravci za rok 2007 přitom má činit 303 miliónu korun.